# Yhden Enkelin Unelma
Yhden Enkelin Unelma to pierwszy album stworzony w 2004 roku przez byłą wokalistkę zespołu Nightwish, Tarję Turunen. Album zawiera utwory świąteczne i został wydany jeszcze za czasów współpracy artystki z zespołem. W albumie znajduje się m.in. pierwszy singiel Tarji – Yhden Enkelin Unelma (One Angel's Dream).